# Colla gaudialis
Colla gaudialis är en fjärilsart som beskrevs av William Schaus 1905. Colla gaudialis ingår i släktet Colla och familjen silkesspinnare. Inga underarter finns listade i Catalogue of Life.